# Kamov Ka-60
Il Kamov Ka-60 Kasatka (in russo "Касатка" ovvero Orca) è un elicottero russo progettato e costruito da Kamov per l'Aeronautica russa. Volò la prima volta il 24 dicembre 1998.

## Storia
Il Kamov Ka-60 è destinato all'Aeronautica russa come elicottero utility per il trasporto di piccoli contingenti militari o merci. In Russia non solo l'aeronautica, ma anche l'aviazione dell'esercito, la polizia di frontiera e il ministero dell'interno utilizzeranno il Ka-60. Principalmente il Ka-60 è stato sviluppato per sostituire il Mil Mi-8.

### Sviluppo
Il Kamov Ka-60 è il primo elicottero prodotto da Kamov con un singolo rotore principale. I progettisti hanno deciso di non applicare al Ka-60 il sistema di rotori coassiali applicato sugli altri modelli Kamov poiché il Ka-60 è un elicottero pensato per missioni estreme, come il recupero di feriti in zone di guerra o lo spostamento di contingenti militari; il sistema a due rotori coassiali infatti migliora la stabilità dell'elicottero, ma ne riduce la velocità e la manovrabilità, caratteristiche essenziali di un elicottero militare. La fabbricazione del Ka-60 si terrà ad Ulan-Udė.
Il 28 aprile 2016 il nuovo elicottero multiruolo da trasporto civile russo Kamov Ka-62 assemblato di serie nella Fabbrica di Aviazione di Arsen'ev "Progress" in nome di Sazykin N.I. nel Estremo Oriente della Federazione Russa ha effettuato col successo il suo primo volo.

## Versioni
- Ka-60 : Modello base pensato per le forze armate russe.
- Ka-60U : Versione per l'addestramento.
- Ka-60K : Versione per la marina militare e quindi per l'uso navale.
- Ka-60R : Versione pensata per la ricognizione.
- Ka-62: Versione per trasporto civile [entrata in produzione di serie nel 2015, il launch customer - la brasiliana Atlas Taxi Aero].[3].
- Ka-64 Sky Horse : Versione per l'esportazione dotata di due General Electric T700/CT7-2D1 ed un rotore principale con cinque pale.

## Utilizzatori

### Militari
Russia
- Aeronautica russa - 7 in servizio.[4]

### Ordinazioni
Brasile
- Atlas Taxi Aero - 7 ordinati, in servizio dal 2015.

## Galleria d'immagini

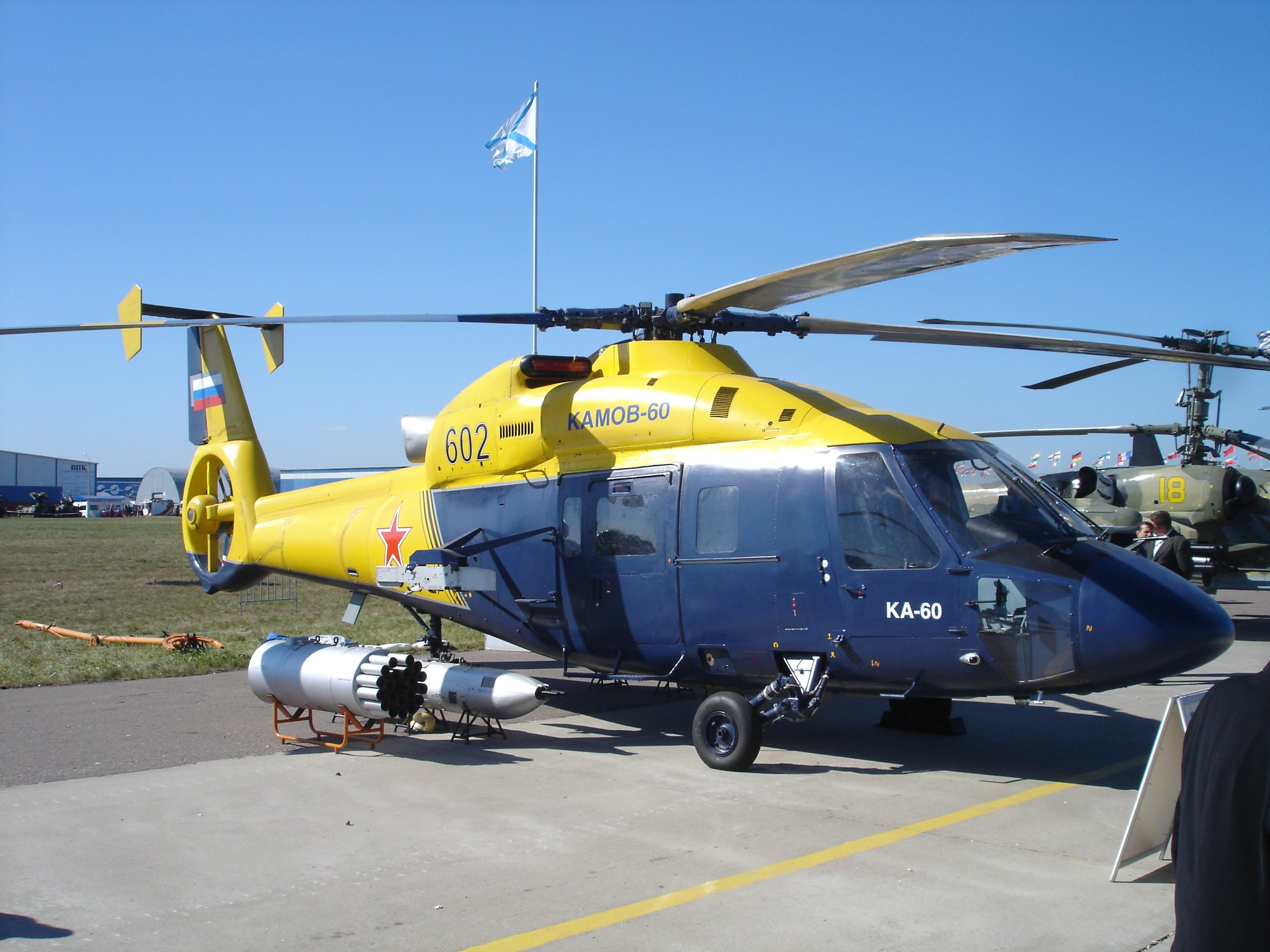
Un Kamov Ka-60 presentato alla MAKS Air Show di Mosca nel 2005
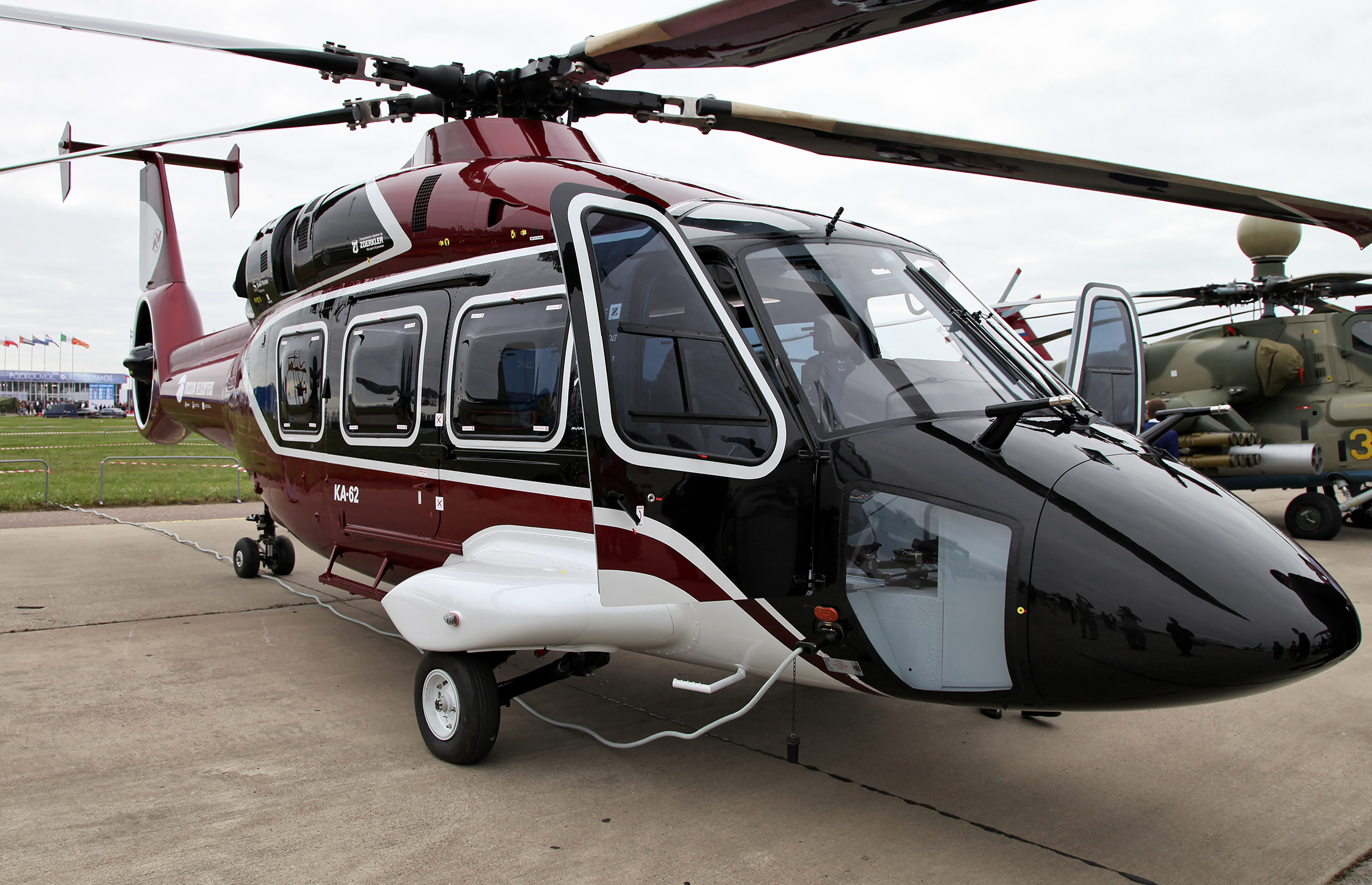
Un Kamov Ka-62 presentato alla MAKS Air Show di Mosca nel 2013
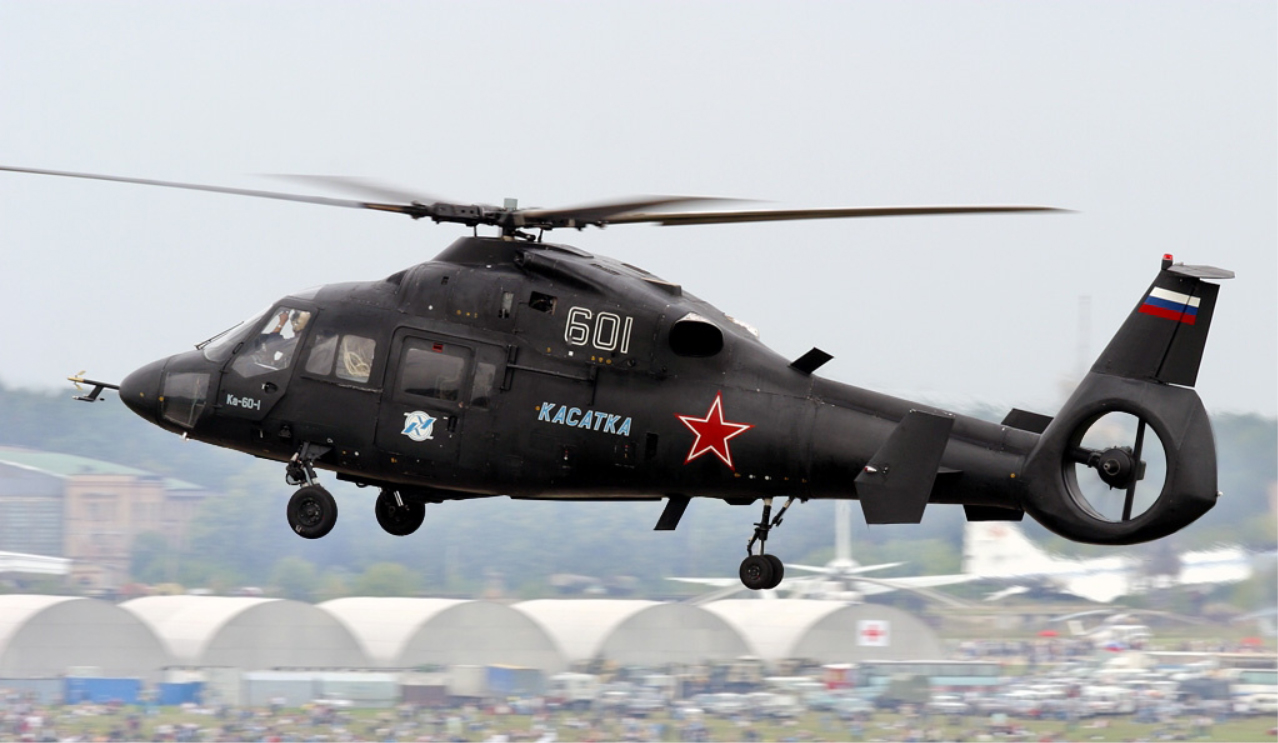
Un Kamov Ka-60 nella livrea della VKS della Federazione Russa
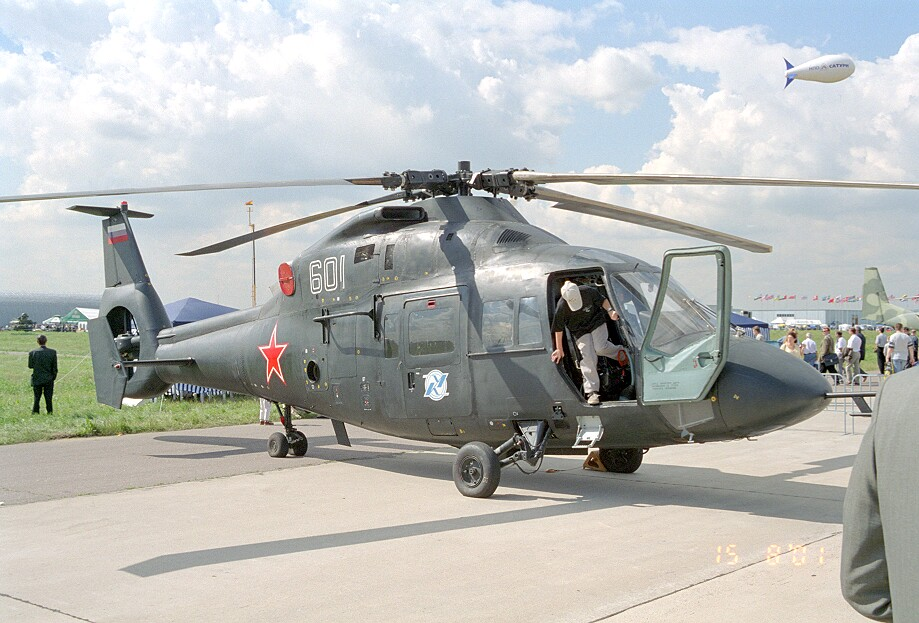
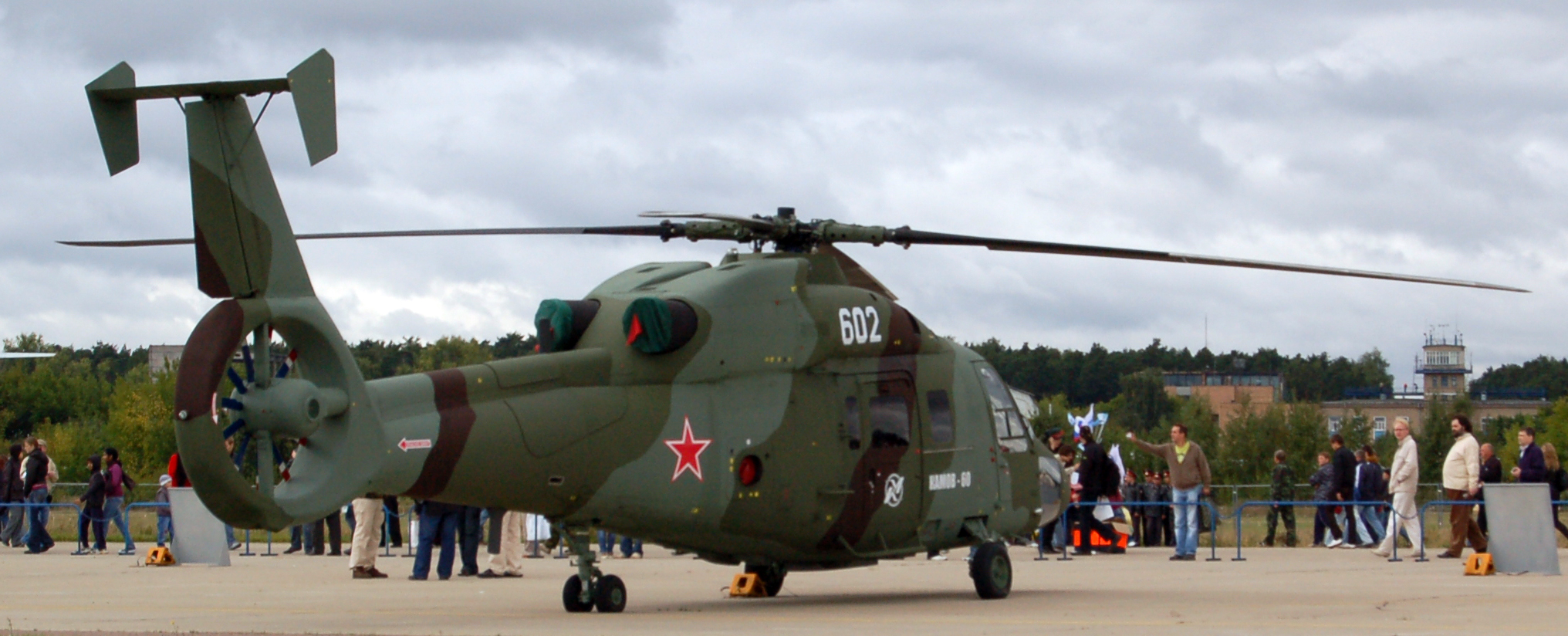
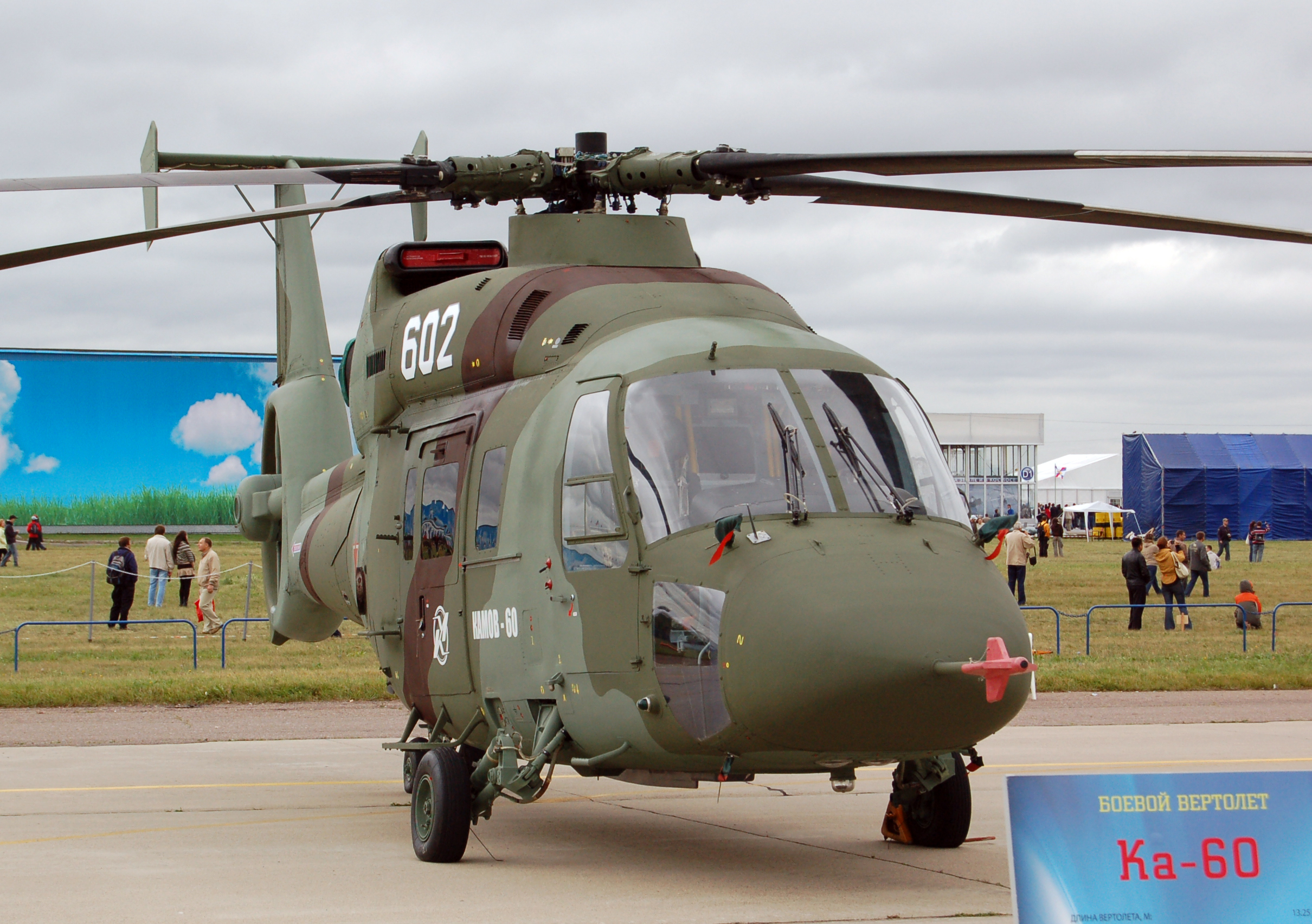
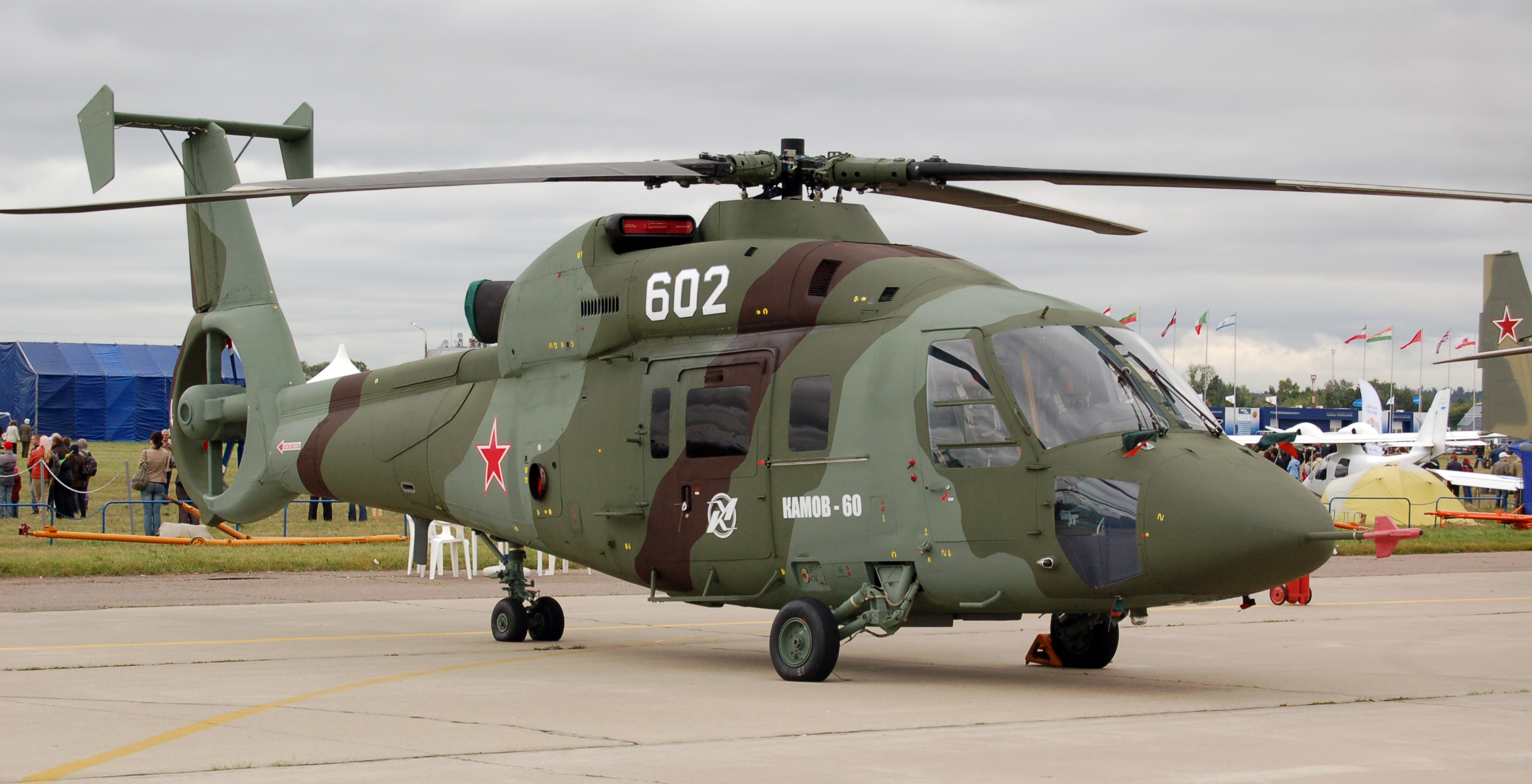
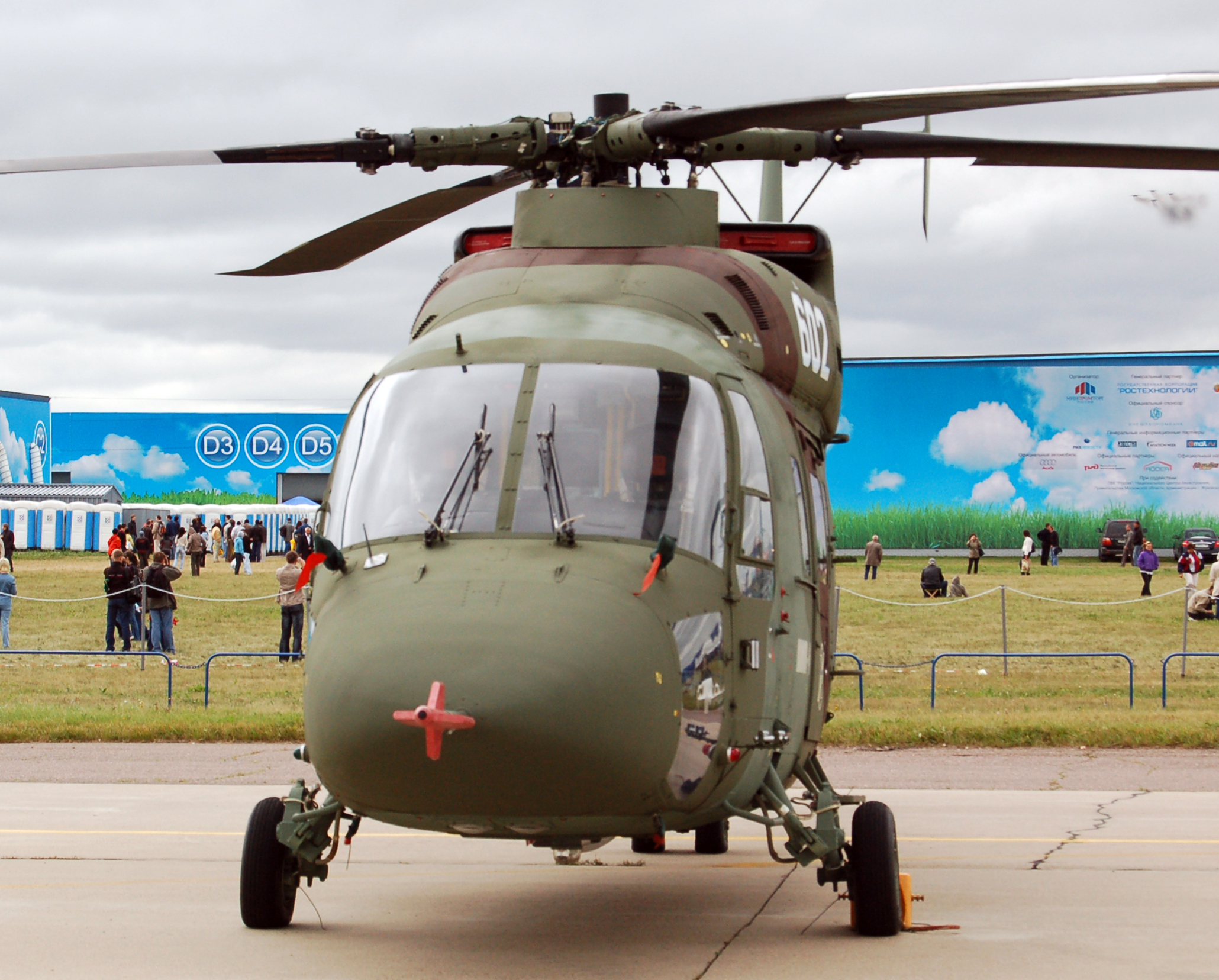
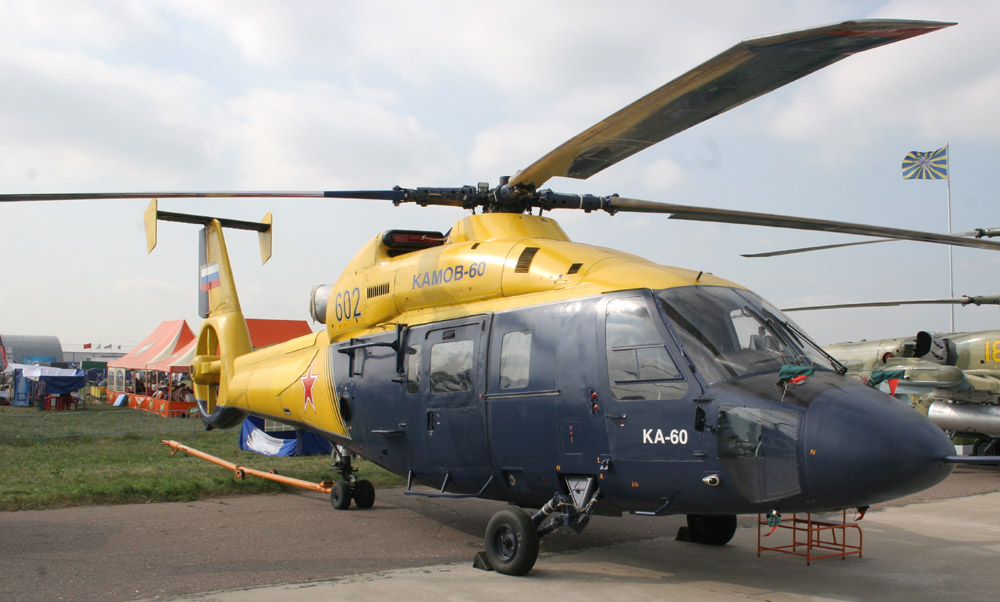

## Cultura di massa
- In ambito videoludico il Ka-60 compare nel videogioco Metal Gear Solid 2: Sons of Liberty[5] e ArmA III, sotto nome di PO-30 Orca

### Elicotteri simili
- HAL Dhruv
- Aérospatiale SA 365 Dauphin
- Eurocopter Panther
- Sikorsky S-76